# Willy Christian Kriz

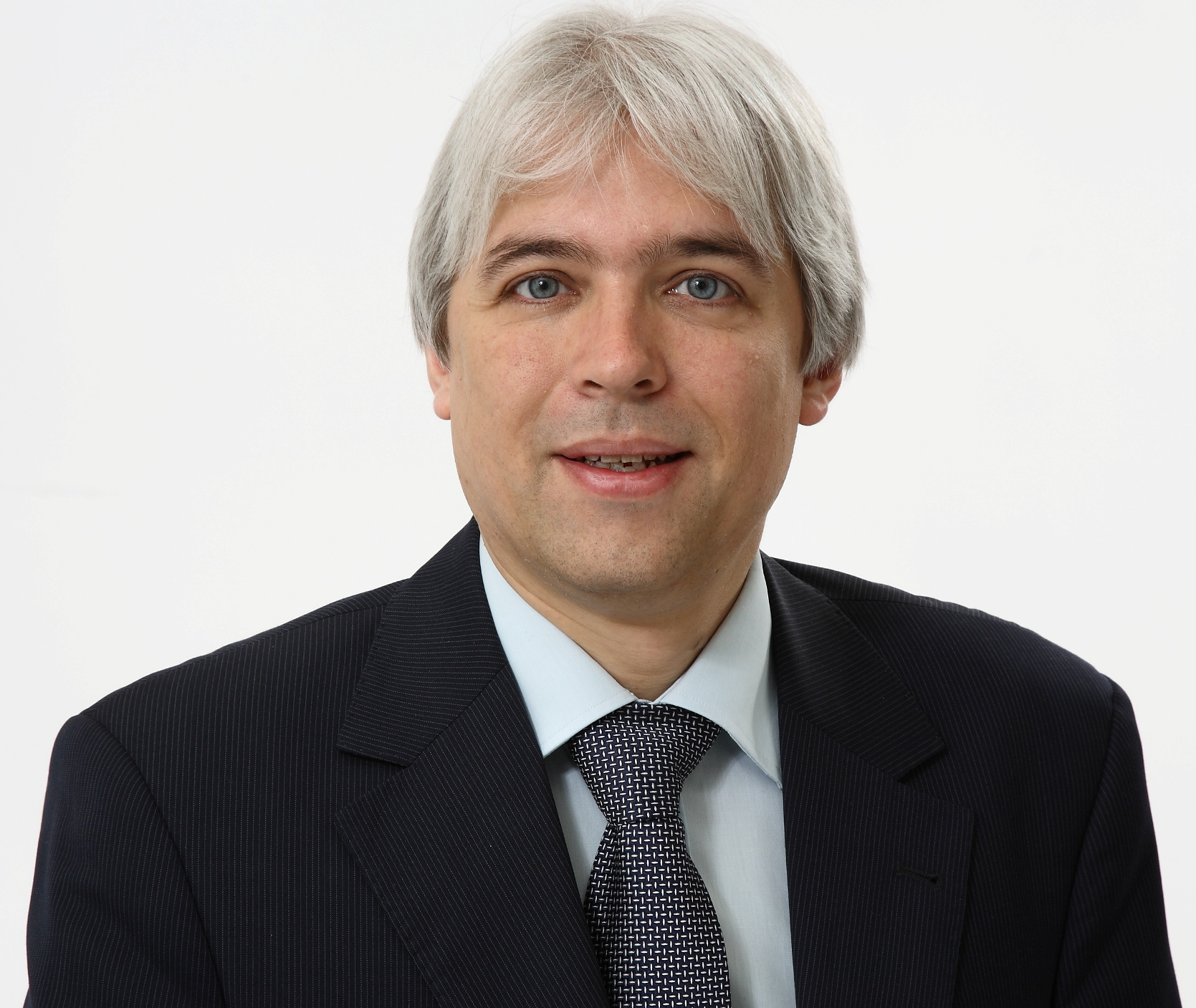
Willy Christian Kriz (2009)

Willy Christian Kriz (* 1968 in Wien) ist ein deutscher Wirtschafts- und Organisationspsychologe und Hochschullehrer.

## Leben
Nach der Matura (Abitur) am naturwissenschaftlichen Realgymnasium in Baden bei Wien studierte er von 1989 bis 1993 Psychologie an der Universität Wien. Anschließend war er 1993 bis 1995 wissenschaftlicher Mitarbeiter bei der Wiener Internationalen Zukunftskonferenz und promovierte zum  Dr. phil. bei Giselher Guttmann über das Thema Training von Systemkompetenz mit Planspielen. Er war wissenschaftlicher Assistent an der Abteilung für Sozial- und Wirtschaftspsychologie der Universität Linz (1996 bis 1997), Mitarbeiter und Projektleiter am Institut für Personal- und Organisationsberatung Linz und er war wissenschaftlicher Assistent am Institut für Psychologie an der Ludwig-Maximilians-Universität München (1998 bis 2005).
Seit 2005 ist er Hochschullehrer an der Fachhochschule Vorarlberg in Dornbirn, Österreich im dortigen Department für Management und Business Administration. Er ist dort im Schwerpunkt Unternehmensführung und Management verortet. An der FH Vorarlberg ist er zusätzlich Beauftragter für Hochschuldidaktik.
Er ist Sohn von Jürgen Kriz, seit 1998 verheiratet und hat eine Tochter und einen Sohn.

## Wirken
F&E-Schwerpunkte sind: Evaluation von Planspielen. Er war u. a. (gemeinsam mit Jan Ulrich Hense) für die wissenschaftliche Evaluation und Begleitforschung des EU Leonardo-da-Vinci Projekts Simgame verantwortlich (2003 bis 2005); seit 2007 ist er gemeinsam mit Eberhard Auchter und Helmut Wittenzellner für die wissenschaftliche Evaluation des 'Exist-Prime-Cup' verantwortlich, ein vom Bundesministerium für Wirtschaft und Technologie geförderter Planspielwettbewerb für die Entwicklung von Kompetenzen und Gründermotivation im Bereich Entrepreneurship.
Er ist seit 2001 Gründungs- und Vorstandsmitglied des SAGSAGA (Swiss Austrian German Simulation and Gaming Association) und war 6 Jahre erster Vorsitzender, seit 1998 Mitglied im Vorstand der ISAGA (International Simulation And Gaming Association) war Präsident der ISAGA und ist gemeinsam mit Paola Rizzi seit 2004 Gründer und Direktor der ISAGA-Summer-School. Seit 2010 ist er Mitglied der Jury des Deutschen Planspielpreises, einer Auszeichnung für Studienabschlussarbeiten und Dissertationen / Habilitationen im Themenfeld Planspiel. Er ist in der Weiterbildung, Personalentwicklung und in der Organisationsberatung tätig und Entwickler von Planspielen, das bekannteste ist das mit Hanja Hansen entwickelte SysTeamsChange. Er ist Mitglied im Editorial Board des Journals Simulation & Gaming.

## Schriften
Kriz ist Autor bzw. Herausgeber von Monografien und Aufsätzen, so 
- 2008: (mit Brigitta Nöbauer) Teamkompetenz. ISBN 3-525-46253-0
- 2010: (mit Nicole Saam) Partizipation in Großgruppen. Band 1: Soziologische Perspektiven. Münster 2010: Lit. ISBN 978-3-643-90026-5

## Auszeichnungen
- 2003 u. 2008: ISAGA-Outstanding-Paper-Award
- ABEAI Best Paper Award